# Adolf Fredrik Spornberg
Adolf Fredrik Spornberg (Adolph Friedrich), född 14 april 1767 i finska församlingen Stockholm, död efter 1836, var en finländsk-svensk inspektor och målare.
Han var son till kramhandlaren Isaac Spornberg och Anna Elisabeth Stierna samt bror till Carl Isak och Jacob Spornberg samt systerson till Peter Henrik Stierna. Han inskrevs tillsammans med sina bröder som student vid Konstakademien i Stockholm 1779 men arbetade efter studierna som inspektor. I de sista bevarade dokument han omnämns från 1836 är han verksam som inspektor och bosatt i Falun.